# 스키피오닉스
스키피오닉스(Scipionyx)는 중생대 백악기전기(약 1억 1,300만년 전), 오늘날 유럽 대륙에 서식한 2족보행의 소형 육식공룡이다. 학명은 로마의 유명한 장군 이름에서 유래되었고, '스키피오의 발톱'이라는 의미를 갖는다. 화석은 이탈리아에서 발견되었다. 1998년 Dal Sasso & Signore에 의해 학계에 보고되었다.